# Avetheropoda
Avetheropoda, o "uccelli teropodi",  è un clado che include i carnosauri e i coelurosauri ed esclude tutti gli altri generi di dinosauri. Con questo termine si identifica la maggior parte dei dinosauri carnivori, compresi gli uccelli moderni.

## Definizione
Il termine Avetheropoda è apparso per la prima volta nel libro Predatory dinosaurs of the world, di Gregory Scott Paul, nel 1988. Da allora è stato utilizzato anche da altri paleontologi, ma il significato non è cambiato di molto. In sostanza, gli Avetheropoda includono tutti i dinosauri carnivori del gruppo dei carnosauri e i membri di ciò che oggi vengono definiti coelurosauri. Il primo gruppo è stato ridotto di molto: molte forme precedentemente ascritte a questo raggruppamento ora sono classificate in altro modo; ad esempio i tirannosauridi, che Paul accostava agli allosauri, sono ora considerati celurosauri giganti, imparentati con i maniraptoriformi. Per molto tempo, i grandi dinosauri carnivori vennero automaticamente classificati come carnosauri e i piccoli carnivori come celurosauri. È interessante notare, però, come la prima versione di questa divisione adombrasse l'ipotesi che i tirannosauri appartenessero ai coelurosauri.

## Nuova classificazione
I due grandi gruppi sono poi stati "resuscitati" e sono stati impiegati secondo una classificazione che tiene maggiormente conto dei raggruppamenti naturali. Carnosauri e coelurosauri costituiscono gli aveteropodi, ovvero un gruppo di dinosauri carnivori con caratteristiche piuttosto vicine a quelle degli uccelli. Gli stessi uccelli sono essi stessi dei celurosauri.

## Forme primitive
Il gruppo degli Avetheropoda potrebbe essersi originato da alcuni megalosauridi, e alcune forme primitive del Giurassico medio della Cina (Gasosaurus e Kaijiangosaurus) sembrerebbero essere alla base del gruppo. Le caratteristiche di queste forme, infatti, sono intermedie tra quelle dei celurosauri e dei carnosauri.